# Área de Relevante Interesse Ecológico Nascentes do Rio de Contas
A Área de Relevante Interesse Ecológico Nascentes do Rio de Contas é uma reserva ambiental de pequena dimensão localizada na Chapada Diamantina, no estado brasileiro da Bahia, nas altitudes das serras da Tromba e do Atalho, possuindo uma área total de 4 771 hectares e tendo sido criada em 2001.
Sua área situa-se em terras dos municípios de Abaíra (34,8% da unidade) e de Piatã (65,1% da unidade).

## Criação da área de proteção
A importância do rio de Contas está no total de municípios banhados por este curso d'água na Bahia (no total de 63), compondo a maior bacia hidrográfica inteiramente localizada em seu território. Por esta razão, a área das nascentes foi considerada de excepcional valor ambiental para o Estado,  por meio do Decreto estadual nº 7.968 de 5 de junho de 2001.

## Aspectos ambientais
Formada por grandes áreas de campo rupestre e de cerrado, também possui pequenas ilhas com florestas estacionais e terrenos de caatinga, com raros espécimes vegetais.
As principais ameaças são as queimadas e o desmatamento. Foi o que ocorreu, por exemplo, no ano de 2018, quando um incêndio atingiu a vizinha Serra da Tromba, no município de Piatã.
O coletivo SOS Bacia do Rio de Contas vem realizando manifestações pela preservação da área na cidade de Piatã, após o próprio Instituto de Meio Ambiente e Recursos Hídricos (INEMA) haver concedido autorização para uma multinacional japonesa do agronegócio realizar o desmatamento de uma área de 958 hectares.

## Turismo
O ecoturismo do lugar apresenta um bom potencial econômico, existindo já, na Serra dos Gerais, trilhas voltadas para esta atividade.